# Gordon (Name)
Gordon ist ein Familienname, ein männlicher Vorname sowie ein Herkunftsname. Der Familienname Górdon (Betonung auf der ersten Silbe) kommt ursprünglich aus dem Schottischen und bedeutet „Großer Hügel“. Der Vorname ist von diesem Familiennamen abgeleitet und entstand als Ehrenbezeugung an General Charles George Gordon. Der Familienname Gordón (Betonung auf der zweiten Silbe) ist russisch-jüdischen Ursprungs und leitet sich vom Namen der belarussischen Stadt Hrodna (russ. Grodno) ab.
Gordon ist auch ein schottischer Clan: Clan Gordon (siehe auch Stammliste des Clan Gordon) und ein deutsches Adelsgeschlecht: Gordon (Adelsgeschlecht).

## Namensträger

### Familienname

#### A
- Aaron Gordon (* 1995), US-amerikanischer Basketballspieler
- Adam Gordon (Politiker) (1831–1876), irisch-kanadischer Politiker
- Adam Lindsay Gordon (1833–1870), australischer Dichter
- Adi Gordon, israelischer Basketballspieler
- Adoniram Judson Gordon (1836–1895), US-amerikanischer Baptistenpastor, Kirchenliedkomponist
- Aharon David Gordon (auch Aaron David Gordon, meist aber A. D. Gordon; 1856–1922), russischer Autor und Philosoph und Zionist
- Al Gordon († 2012), US-amerikanischer Drehbuchautor
- Alan Gordon (1944–2008), US-amerikanischer Songwriter, siehe Happy Together (Lied)
- Alastair Gordon, 6. Marquess of Aberdeen and Temair (1920–2002), britischer Künstler und Politiker
- Alastair Gordon (Leichtathlet) (1928–2007), australischer Leichtathlet
- Alastair Gordon (Ruderer) (* 1976), australischer Ruderer
- Albert Hamilton Gordon (1901–2009), US-amerikanischer Wirtschaftswissenschaftler
- Alexander Gordon, 1. Earl of Huntly († 1470), 1. Earl of Huntly
- Alexander Gordon (Aberdeen) († 1518), Bischofselekt von Aberdeen
- Alexander Gordon, 3. Earl of Huntly († 1524), 3. Earl of Huntly
- Alexander Gordon (Glasgow) († 1575), Erzbischof von Glasgow und Bischof von Galloway
- Alexander Gordon, 2. Baronet (1650–1726), schottischer Adliger
- Alexander Gordon (Pionier) († 1697), schottischer Siedler in Neu England
- Alexander Gordon, 2. Duke of Gordon († 1728), britischer Adliger
- Alexander Gordon (Antiquar) (um 1682–1754/1775), schottischer Antiquar und Sänger (Tenor)
- Alexander Gordon (Destilleur), schottischer Destilleur, siehe auch Gordon’s Gin
- Alexander Gordon, 4. Duke of Gordon (1743–1827), britischer Adliger, siehe auch Gordon Setter
- Alexander Gordon (Ingenieur) (1802–1868), Erfinder, Bauingenieur, spezialisiert auf Leuchtturmbau
- Alexander Gordon (Brauer), (1818–1895), schottische Brauerunternehmer
- Alexander Gordon, 7. Marquess of Aberdeen and Temair (1955–2020), britischer Adliger
- Alexander Gordon (Komponist), deutscher Schlagerkomponist und Textdichter
- Alexander Gordon-Lennox (1911–1987), britischer Konteradmiral
- Alexander Garrijewitsch Gordon (* 1964), russischer Journalist und TV-Moderator
- Alexander Hamilton-Gordon (General, 1817) (1817–1890), britischer General und Politiker
- Alexander Hamilton-Gordon (General, 1859) (1859–1939), britischer Generalleutnant
- Alice Gordon Gulick (1847–1903), US-amerikanische Missionslehrerin und Schulgründerin
- Andreas Gordon (1712–1751), schottischer Ordensgeistlicher, Theologe, Philosoph und Physiker
- Andrew Gordon (* 1976), sowjetisch-amerikanische Schriftstellerin, siehe Ilona Andrews
- Andrew Gordon (Eishockeyspieler) (* 1985), kanadischer Eishockeyspieler
- Andrew Gordon (Marinehistoriker) (* 1951), britischer Marinehistoriker
- Andrew Gordon (Historiker) (* 1952), US-amerikanischer Historiker
- Andy Gordon, US-amerikanischer Produzent
- Annette Gordon-Reed (* 1958), US-amerikanische Historikerin und Rechtswissenschaftlerin
- Anthony Gordon (* 2001), englischer Fußballspieler
- Archibald Gordon, 5. Marquess of Aberdeen and Temair (1913–1984), britischer Rundfunkmanager der BBC, Politiker und Adeliger
- Arthur Ernest Gordon (1902–1989), US-amerikanischer klassischer Philologe
- Arthur Hamilton-Gordon, 1. Baron Stanmore (1829–1912), britischer Kolonialbeamter
- Arturo Gordon (1883–1944), chilenischer Maler
- Augusta Gordon (1803–1865), britische Adlige und Mutter der Schriftstellerin Wilhelmina FitzClarence

#### B
- Barry Gordon (Wirtschaftswissenschaftler) (Barry Lewis John Gordon; 1934–1994), australischer Wirtschaftswissenschaftler
- Barry Gordon (Schauspieler) (* 1948), US-amerikanischer Schauspieler
- Barry Gordon (Mediziner), US-amerikanischer Neurologe
- Bart Gordon (* 1949), US-amerikanischer Politiker
- Basil Gordon (1931–2012), US-amerikanischer Mathematiker
- Ben Gordon (Basketballspieler) (Benjamin Gordon; * 1983), britisch-amerikanischer Basketballspieler
- Ben Gordon (Eishockeyspieler) (* 1985), US-amerikanischer Eishockeyspieler
- Ben Gordon (Fußballspieler) (Benjamin Lawrence Gordon; * 1991), englischer Fußballspieler
- Benjamin Gordon (Dirigent), US-amerikanischer Dirigent, Arrangeur und Komponist
- Benjamin Lee Gordon (1870–1965), US-amerikanischer Arzt und Medizinhistoriker
- Bernard Gordon (Drehbuchautor) (1918–2007), US-amerikanischer Drehbuchautor
- Bernard G. Gordon (1916–1978), US-amerikanischer Jurist und Politiker
- Bernard Gordon Lennox (1932–2017), britischer Offizier und Generalmajor
- Bernhard von Gordon (um 1258-um 1318), französischer Mediziner
- Bernice Gordon (1914–2015), US-amerikanische Kreuzworträtseldesignerin
- Bert I. Gordon (1922–2023), US-amerikanischer Filmregisseur, Filmproduzent und Drehbuchautor
- Bob Gordon (Fußballspieler, 1870) (Robert Gordon; 1870–1938), schottischer Fußballspieler
- Bob Gordon (Fußballspieler, 1917) (Robert Henry Gordon; 1917–1940), englischer Fußballspieler
- Bob Gordon (Saxophonist) (Robert Gordon; 1928–1955), US-amerikanischer Saxophonist und Klarinettist des Modern Jazz
- Bobby Gordon (1941–2013), US-amerikanischer Jazzklarinettist
- Boyd Gordon (* 1983), kanadischer Eishockeyspieler
- Bruce Gordon (Cricketspieler) (1878–1960), südafrikanischer Cricketspieler
- Bruce Gordon (südafrikanischer Schauspieler), südafrikanischer Schauspieler und Regisseur von The First Men in the Moon (1919)
- Bruce Gordon (US-amerikanischer Schauspieler) (1916–2011), US-amerikanischer Schauspieler
- Bruce Gordon (Medienunternehmer) (* 1929), australischer Medienunternehmer und Besitzer der WIN Corporation
- Bruce Gordon (Musiker) (* 1968), kanadischer Bassist und Mitglied von I Mother Earth
- Bruce Gordon, fiktiver Charakter der Eclipso-Reihe von DC Comics
- Bruce S. Gordon (* 1946), US-amerikanischer Sportfunktionär und ehemaliger Präsident der NAACP
- Bruce L. Gordon (* 1963), US-amerikanischer Philosoph
- Burton LeRoy Gordon (1920–2015), US-amerikanischer Geograph

#### C
- C. Henry Gordon (1883–1940), US-amerikanischer Schauspieler
- Cameron Gordon (* 1945), britischer Mathematiker
- Cameron Gordon (Schauspieler), US-amerikanischer Schauspieler und Filmtechniker
- Carolyn Gordon (* 1950), US-amerikanische Mathematikerin
- Catherine Gordon (* um 1474–1537), schottische Adlige
- Cecil Gordon (1941–2012), US-amerikanischer Rennfahrer
- Charles Gordon (Filmproduzent) (1947–2020), US-amerikanischer Filmproduzent
- Charles Gordon (Schauspieler), US-amerikanischer Schauspieler
- Charles Gordon (Politiker) (* 1951), schottischer Politiker
- Charles Gordon, 1. Earl of Aboyne († 1681), schottischer Adliger
- Charles Gordon-Lennox, 5. Duke of Richmond (1791–1860), britischer konservativer Politiker
- Charles Gordon-Lennox, 6. Duke of Richmond (1818–1903), britischer konservativer Politiker, Mitglied des House of Commons
- Charles Gordon-Lennox, 7. Duke of Richmond (1845–1928), britischer Adliger und Politiker, Mitglied des House of Commons
- Charles Gordon-Lennox, 8. Duke of Richmond (1870–1935), britischer Adliger und Politiker
- Charles Gordon-Lennox, 10. Duke of Richmond (1929–2017), britischer Adliger und Politiker
- Charles Gordon-Lennox, 11. Duke of Richmond (* 1955), britischer Peer
- Charles Gordon-Lennox, Lord Settrington (1899–1919), britischer Adliger und Soldat
- Charles George Gordon (auch Gordon Pascha; 1833–1885), britischer General
- Charles Jason Gordon (* 1946), trinidad-tobagischer Geistlicher, Erzbischof von Port of Spain
- Christopher Gordon (Komponist) (* 1956), australischer Komponist
- Christopher Gordon (Squashspieler) (* 1986), US-amerikanischer Squashspieler
- Claire Gordon († 2015), britische Schauspielerin
- Colin Gordon (Leichtathlet) (1907–1980), britisch-guayanischer Hochspringer
- Colin Gordon (Schauspieler) (1911–1972), britischer Schauspieler
- Colin Gordon (Fußballspieler) (* 1963), englischer Fußballspieler
- Constance Gordon-Cumming (1837–1924), schottische Reiseschriftstellerin und Malerin
- Cosmo Gordon, 3. Duke of Gordon (1720–1752), britischer Peer
- Cosmo Duff-Gordon (1862–1931), britischer Sportfechter und Großgrundbesitzer
- Craig Gordon (* 1982), schottischer Fußballspieler
- Chrisann Gordon (* 1994), jamaikanische Sprinterin
- Curtis Gordon (1928–2004), US-amerikanischer Countrysänger
- Cyrus H. Gordon (1908–2001), US-amerikanischer Semitist und Orientalist

#### D
- Daniel Gordon (Politiker) (1821–1907), kanadischer Politiker
- Daniel Gordon (Dokumentarfilmer), britischer Dokumentarfilmer
- Daniel Gordon (Künstler) (* 1980), US-amerikanischer Künstler
- Daniel Gordon (Fußballspieler) (* 1985), deutsch-jamaikanischer Fußballspieler
- Danso Gordon (* 1979), kanadischer Schauspieler und Regisseur
- David Gordon (Erfinder) (1774–1829), britischer Erfinder
- David Gordon (Schriftsteller) (1826/1831–1886), hebräischer Schriftsteller und Journalist
- David Gordon (Politiker, 1865) (1865–1946), australischer Politiker
- David Gordon (Botaniker) (1899–2001), australischer Botaniker
- David Gordon (Choreograf) (1936–2022), US-amerikanischer Tänzer, Choreograf und Autor
- David Gordon, 4. Marquess of Aberdeen and Temair (1908–1974), britischer Politiker und Adeliger
- David Alexander Gordon (1858–1919), kanadischer Politiker
- David William Gordon (1832–1893), kanadischer Politiker
- Dean Gordon (* 1973), englischer Fußballspieler
- Deborah M. Gordon (* 1955), US-amerikanische Biologin und Hochschullehrerin
- Deschanel Gordon (* ≈1998), britischer Jazzmusiker
- Dexter Gordon (1923–1990), US-amerikanischer Musiker
- Don Gordon (1926–2017), US-amerikanischer Schauspieler
- Donald E. Gordon (1931–1984), US-amerikanischer Kunsthistoriker
- Doris Gordon (1890–1956), neuseeländische Ärztin, Universitätsdozentin, Reformerin im Bereich der Gesundheit für Frauen und der Geburtshilfe
- Dudley Gordon, 3. Marquess of Aberdeen and Temair (1883–1972), britischer Adeliger
- Douglas Gordon (Filmproduzent) (1929–1998), britischer Filmproduzent
- Douglas Gordon (* 1966), schottischer Künstler
- Drew Gordon (1990–2024), US-amerikanischer Basketballspieler

#### E
- Ed Gordon (1908–1971), US-amerikanischer Weitspringer
- Edward Gordon, Baron Gordon of Drumearn (1814–1879), schottisch-britischer Jurist und Politiker
- Edward Gordon Jones (1914–2007), britischer Offizier
- Edward B. Gordon (* 1966), deutscher Maler
- Edward Lansing Gordon Jr. (1908–1971), US-amerikanischer Weitspringer, siehe Ed Gordon
- Edward Larry Gordon, bekannt als Laraaji (* 1943), US-amerikanischer Musiker
- Edwin Gordon (1927–2015), US-amerikanischer Musikpädagoge und -psychologe
- Elenor Gordon (1933–2014), schottische Schwimmerin
- Elmira Minita Gordon (1930–2021), britische Politikerin und Gouverneurin
- Elvis Gordon (1958–2011), britischer Judoka
- Emily V. Gordon (* 1979), US-amerikanische Drehbuchautorin und Executive Producer
- Emy Gordon (1841–1909), deutsche Autorin, Übersetzerin und Funktionärin der katholischen Frauenbewegung
- Eric Gordon (* 1988), US-amerikanischer Basketballspieler
- Ernest Gordon (1916–2002), schottischer Presbyterianer
- Eve Gordon (* 1960), US-amerikanische Schauspielerin

#### F
- Félix Gordón Ordás (1885–1973), spanischer Veterinär, Politiker, Minister und Autor
- Frances Gordon (* ca. 1874), schottisch-britische Suffragette
- Francois Gordon (* 1953), britischer Diplomat
- Frank Gordon (* 1938), US-amerikanischer Jazzmusiker
- Franz Adolf von Gordon (1865–1942), preußischer Politiker
- Franz August von Gordon (1837–1896), preußischer Gutsbesitzer und Politiker
- Frederick Gordon-Lennox, 9. Duke of Richmond (1904–1989), britischer Politiker und Adliger
- Frederick Charles Gordon (1856–1924), kanadischer Illustrator

#### G
- Gale Gordon (1906–1995), US-amerikanischer Schauspieler
- Gary Ivan Gordon (1960–1993), US-amerikanischer Soldat
- Gary M. Gordon (* 1957), katholischer Bischof von Whitehorse, Kanada
- Gavin Gordon (Komponist) (1901–1970), britischer Komponist und Schauspieler
- Gavin Gordon (Schauspieler) (1901–1983), US-amerikanischer Schauspieler
- Gavin Gordon (Fußballspieler) (* 1979), englischer Fußballspieler
- Gayle Gordon (* 1955), kanadische Eisschnellläuferin
- Geoffrey Gordon (* 1968), US-amerikanischer Komponist
- Geoffrey J. Gordon, Informatiker und Hochschullehrer
- George Gordon, 2. Earl of Huntly (* um 1441; † 1501), schottischer Peer und Lordkanzler von Schottland
- George Gordon, 4. Earl of Huntly (1514–1562), schottischer Adliger und Politiker
- George Gordon, 5. Earl of Huntly (1532/1534–1576), schottischer Adliger und Politiker
- George Gordon, 1. Marquess of Huntly (1562–1636), schottischer Adliger und Politiker
- George Gordon, 2. Marquess of Huntly (1592–1649), schottischer Adliger und Politiker
- George Gordon, 15. Earl of Sutherland (1633–1703), schottischer Peer und Politiker
- George Gordon, 1. Earl of Aberdeen (1637–1720), schottischer Adliger und Politiker
- George Gordon, 1. Duke of Gordon (1649–1716), schottischer Adliger und Politiker
- George Gordon, 3. Earl of Aberdeen (1722–1801), britischer Adliger und Politiker
- George Gordon (Politiker) (1751–1793), britischer Politiker
- George Gordon, 9. Marquess of Huntly (1761–1853), britischer Adliger und Politiker
- George Gordon, 5. Duke of Gordon (1770–1836), britischer Adliger und Politiker
- George Gordon (Botaniker) (1806–1879), britischer Botaniker
- George Gordon (Gartenbauwissenschaftler) (1841–1914), britischer Pflanzenzüchter und Sachbuchautor
- George Gordon, 2. Marquess of Aberdeen and Temair (1879–1965), britischer Politiker und Adeliger
- George Gordon (Regisseur) (1906–1986), amerikanischer Regisseur und Drehbuchautor
- George Gordon (1927–2015), spanischer Schauspieler, siehe Germán Cobos
- George Gordon, 8. Marquess of Aberdeen and Temair (* 1983), britischer Adliger
- George Henry Gordon (1823–1886), amerikanischer Jurist und General der Union im Sezessionskrieg
- George John Robert Gordon (1812–1902), britischer Diplomat
- George Stuart Gordon (1881–1942), britischer Literaturwissenschaftler
- George Washington Gordon (1836–1911), amerikanischer Politiker und General der Konföderierten im Sezessionskrieg
- George William Gordon (1820–1865), jamaikanischer Nationalheld und Politiker
- George Hamilton-Gordon, 4. Earl of Aberdeen (1784–1860), britischer Staatsmann und Premierminister
- George Hamilton-Gordon, 2. Baron Stanmore (1871–1957), britischer Offizier und Politiker der Liberal Party, Oberhausmitglied
- Gert Schwabl von Gordon (1928–2021), klassischer Reitlehrer, Pferdeausbilder und Autor
- Gerti Gordon (1933–2016), österreichische Tänzerin, Schauspielerin und Opernsängerin
- Granville Gordon, 13. Marquess of Huntly (* 1944), britischer Politiker (Conservative Party)
- Gray Gordon (1904–1976), US-amerikanischer Jazzmusiker und Orchesterleiter
- Gregory Gordon (* 1960), US-amerikanischer römisch-katholischer Geistlicher, Weihbischof in Las Vegas

#### H
- Hannah Taylor-Gordon (* 1987), britische Schauspielerin
- Harald Gordon (* 1952), österreichischer Schriftsteller
- Harold Gordon (1918–1959), US-amerikanischer Schauspieler
- Harold J. Gordon Jr. (1919–1980), US-amerikanischer Historiker
- Harry Gordon (Komiker) (eigentlich Alexander Gordon; 1893–1957), schottischer Komiker und Komponist
- Harry Gordon (Journalist) (eigentlich Henry Alfred Gordon; 1925–2015), australischer Sportjournalist and Olympiahistoriker
- Harry L. Gordon (1860–1921), US-amerikanischer Politiker
- Heinz Gordon (1871–1944), deutscher Schauspieler und Drehbuchautor
- Helen Jacquet-Gordon (1918–2013), amerikanische Ägyptologin
- Helmuth von Gordon (1811–1889), deutscher General der Infanterie
- Henry Gordon (Baptist) (1816–1898), US-amerikanischer Geistlicher
- Henry Gordon (Missionar) (1887–1971), englischer Geistlicher und Missionar
- Henry C. Gordon (1925–1996), US-amerikanischer Astronaut und Testpilot
- Herbert Gordon († 2013), jamaikanischer Fußballspieler
- Hertha Gordon-Walcher (1894–1990), deutsche Kommunistin
- Honi Gordon, US-amerikanische Jazzsängerin
- Hortense Gordon (1886–1961), kanadische Malerin
- Howard Gordon (* 1961), US-amerikanischer Autor und Filmproduzent
- H. Scott Gordon (1924–2019), kanadischer Ökonom

#### I
- Iain Gordon, schottischer Mathematiker
- Ian Gordon (Leichtathlet) (* 1950), kanadischer Sprinter
- Ian Gordon (Rugbyspieler) (* 1968), kanadischer Rugby-Union-Spieler
- Ian Gordon (Eishockeyspieler) (* 1975), deutsch-kanadischer Eishockeytorwart
- Irving Gordon (1915–1996), US-amerikanischer Liedtexter und Komponist
- Ishbel Maria Hamilton-Gordon (1857–1939), schottische Sozialreformerin und Frauenrechtlerin

#### J
- Jack Gordon (Fußballspieler, 1861) (1861–1941), schottischer Fußballspieler
- Jack Gordon (Fußballspieler, 1911) (1911–??), englischer Fußballspieler
- Jack Gordon (Eishockeyspieler) (1928–2022), kanadischer Eishockeyspieler, -trainer und -manager
- Jack Gordon (Manager) (1939–2005), US-amerikanischer Musikmanager, Ehemann von La Toya Jackson
- Jack Gordon (Politiker) (1944–2011), US-amerikanischer Politiker (Mississippi)
- Jacques Gordon (1899–1948), US-amerikanischer Geiger, Dirigent und Musikpädagoge
- Jake Gordon (* 1993), australischer Rugby-Union-Spieler
- Jaimy Gordon (* 1944), US-amerikanische Schriftstellerin
- Jalese Gordon (* 2001), antiguanische Seglerin

- James Gordon, 2. Baronet (of Lesmoir) († um 1647), schottischer Adliger
- James Gordon, 2. Baronet (of Park) (um 1687–1727), schottisch-britischer Adliger
- James Gordon (Bischof) (1665–1746), schottischer Bischof
- James Gordon (Gärtner) (1728–1791), britischer Gartengestalter
- James Gordon (Politiker, 1739) (1739–1810), US-amerikanischer Offizier und Politiker (New York)
- James Gordon (Politiker, 1833) (1833–1912), US-amerikanischer Politiker (Mississippi)
- James Gordon (Schauspieler) (1871–1941), US-amerikanischer Schauspieler
- James Gordon (Leichtathlet) (1908–1997), US-amerikanischer Sprinter
- James Gordon, Baron Gordon of Strathblane (1936–2020), schottischer Geschäftsmann und Life Peer
- James Alexander Gordon († 2014), britischer Hörfunksprecher
- James B. Gordon (1907–1972), US-amerikanischer Spezialeffektkünstler und Filmtechniker
- James Byron Gordon (1822–1864), US-amerikanischer Offizier der Konföderierten
- James Edward Gordon (J. E. Gordon; 1913–1998), britischer Werkstoffwissenschaftler und Autor
- James P. Gordon (1928–2013), US-amerikanischer Physiker
- James S. Gordon, US-amerikanischer Psychiater
- James Wright Gordon (1809–1853), US-amerikanischer Politiker (Michigan)
- Jay Gordon (* 1967), US-amerikanischer Sänger
- Jay H. Gordon (1930–2007), US-amerikanischer Politiker
- Jean Gordon (1546–1630), schottische Adlige
- Jeff Gordon (Jeffery Michael Gordon; * 1971), US-amerikanischer Automobilrennfahrer
- Jeffrey D. Gordon, US-amerikanischer Kolumnist und Politikberater
- Jeffrey I. Gordon (* 1947), US-amerikanischer Mikrobiologe
- Jefim Gordon (* 1950), sowjetisch-russischer Fotograf und Autor
- Jehlani Gordon (* 2003), jamaikanischer Sprinter
- Jehuda Leib Gordon (1830–1892), russischer Dichter
- Jehue Gordon (* 1991), Leichtathlet aus Trinidad und Tobago
- Jekaterina Wiktorowna Gordon (* 1980), russische Journalistin, Singer-Songwriterin und politische Aktivistin
- Jens-Uwe Gordon (* 1967), deutsch-amerikanischer Basketballspieler
- Jim Gordon (1945–2023), US-amerikanischer Schlagzeuger und Songwriter
- Jimmie Gordon (um 1905–??), US-amerikanischer Bluesmusiker
- Joe Gordon (Joseph Henry Gordon; 1928–1963), US-amerikanischer Jazztrompeter
- John Gordon, 11. Earl of Sutherland (um 1526–1567), schottischer Adliger
- John Gordon (Bischof) (1544–1619), schottischer Geistlicher, Bischof von Galloway
- John Gordon, 13. Earl of Sutherland (1576–1615), schottischer Adliger
- John Gordon, 1. Viscount of Kenmure (um 1599–1634), schottischer Adliger
- John Gordon, 14. Earl of Sutherland (1609–1679), schottischer Adliger
- John Gordon, 3. Viscount of Kenmure (1620–1643), schottischer Adliger
- John Gordon, 2. Viscount of Kenmure (nach 1626–1639), schottischer Adliger
- John Gordon, 1. Viscount Melgum († 1630), schottischer Adliger und Politiker
- John Gordon (Oberst) († 1649), schottischer Offizier
- John Gordon, 1. Baronet (of Haddo) (1610–1644), schottischer Adliger
- John Gordon, 1. Baronet (of Embo) († 1649), schottischer Adliger
- John Gordon, 1. Baronet (of Park) (vor 1641–1713), schottisch-britischer Adliger
- John Gordon, 10. Viscount of Kenmure (1750–1840), schottischer Adliger
- John Gordon of Cluny (1776–1858), schottischer Politiker und Großgrundbesitzer
- John Gordon (Mediziner) (1786–1818), schottischer Anatome und Physiologe
- John Gordon (Erzbischof) (1912–1981), irischer Geistlicher, Erzbischof von Nicopolis ad Nestum
- John Gordon (Schiedsrichter) (1930–2000), schottischer Fußballschiedsrichter
- John Gordon (Posaunist) (1939–2003), US-amerikanischer Jazzposaunist
- John Gordon (Curler) (* 1958), US-amerikanischer Curler
- John Gordon (Musiker) (* 1967), dänischer Komponist und Musikproduzent
- John Gordon (Badminton) (* 1978), neuseeländischer Badmintonspieler
- John Gordon (Eishockeyspieler) (* 1985), kanadischer Eishockeyspieler
- John Hamilton-Gordon, 1. Marquess of Aberdeen and Temair (1847–1934), britischer Generalgouverneur von Kanada
- John Brown Gordon (1832–1904), US-amerikanischer General und Politiker (Georgia)
- Johnny Gordon (1931–2001), englischer Fußballtorwart und Fußballtrainer
- Jon Gordon (* 1966), US-amerikanischer Jazzmusiker
- Jon Henry Gordon, Maskenbildner
- Jonathan Gordon, US-amerikanischer Filmproduzent
- Joseph Gordon-Levitt (* 1981), US-amerikanischer Schauspieler
- Joseph Maria Gordon (1856–1929), britischer General
- Josh Gordon (* 1991), US-amerikanischer American-Football-Spieler
- Josh Gordon (Fußballspieler) (* 1993), englischer Fußballspieler
- Josh Gordon (Regisseur), US-amerikanischer Regisseur
- Joshua Gordon, US-amerikanischer Cellist
- Jul Gordon (* 1982), deutsche Comiczeichnerin und Illustratorin
- Julie Gordon (* 1991), kanadische Beachvolleyballspielerin

#### K
- Kaide Gordon (* 2004), englischer Fußballspieler
- Kathy Gordon (* 1967), kanadische Eisschnellläuferin
- Keith Gordon (* 1961), US-amerikanischer Schauspieler und Filmschaffender
- Kermit Gordon (1916–1976), US-amerikanischer Wirtschaftswissenschaftler
- Kim Gordon (* 1953), US-amerikanische Musikerin
- Kiowa Gordon (* 1990), US-amerikanischer Schauspieler

#### L
- Lalonde Gordon (* 1988), Leichtathlet aus Trinidad und Tobago
- Lana J. Gordon,  US-amerikanische Tänzerin
- Larry Gordon (Eishockeymanager) (1939–2013), kanadischer Eishockeymanager
- Larry Gordon (Unternehmer) (1939–2016), US-amerikanischer Surfer und Unternehmer
- Larry Gordon (Footballspieler) (1954–1983), US-amerikanischer American-Football-Spieler
- Larry Gordon (Basketballspieler) (* 1987), US-amerikanischer Basketballspieler
- Lars Gordon, Pornodarsteller und Kameramann
- Laura Gordon, australische Schauspielerin
- Laura de Force Gordon (1838–1907), US-amerikanische Anwältin und Frauenrechtlerin
- Lawrence Gordon (* 1936), US-amerikanischer Filmproduzent
- Leah Gordon, deutsch-kanadische Opernsängerin
- Leo Gordon (1922–2000), US-amerikanischer Schauspieler und Autor
- Lewis Gordon (Ingenieur) (1815–1876), schottischer Ingenieur, Hochschullehrer und Unternehmer
- Lewis Gordon (Schauspieler) (1935–2006), kanadischer Schauspieler
- Lewis Gordon (Philosoph) (Lewis Ricardo Gordon; * 1962), US-amerikanischer Philosoph
- Lewis Gordon (Fußballspieler) (* 2001), englisch-schottischer Fußballspieler
- Liam Gordon (Fußballspieler, 1996) (Liam Craig Gordon, * 1996), schottischer Fußballspieler
- Liam Gordon (Fußballspieler, 1999) (Liam Spencer Gordon, * 1999), englisch-guyanischer Fußballspieler
- Lincoln Gordon (1913–2009), US-amerikanischer Wirtschaftswissenschaftler, Hochschullehrer und Diplomat
- Linda Gordon (* 1940), US-amerikanische Historikerin
- Loney Gordon (1915–1999), US-amerikanische Chemikerin
- Lorraine Gordon (1922–2018), US-amerikanische Clubbesitzerin und Friedensaktivistin
- Louis Gordon (Dichter) (1936–1976), US-amerikanischer Dichter
- Louis Gordon (Musiker) (* 1965), britischer Musiker
- Lucie, Lady Duff-Gordon (1821–1869), britische Autorin
- Lucy Gordon (1980–2009), britische Schauspielerin

#### M
- Mack Gordon (1904–1959), US-amerikanischer Komponist und Liedtexter
- Maria Gordon (1864–1939), britische Paläontologin
- Marie Gordon (1811–1863), österreichische Schriftstellerin
- Marion Gordon (um 1905–?), schottische Badmintonspielerin
- Marjory Gordon, US-amerikanische Pflegewissenschaftlerin
- Mark Gordon (* 1956), US-amerikanischer Film- und Fernsehproduzent
- Mark Gordon (Politiker) (* 1957), US-amerikanischer Politiker und Gouverneur des US-Staates Wyoming
- Mark S. Gordon (* 1942), US-amerikanischer theoretischer Chemiker
- Mary Gordon (Schauspielerin) (1882–1963), schottische Schauspielerin
- Mary Gordon (Schriftstellerin) (* 1949), amerikanische Autorin
- Mary Gordon (Pädagogin), kanadische Pädagogin
- Mary Gordon-Watson (* 1948), britische Reiterin
- Mat Gordon (* 1983), kanadisches Model
- Maude Turner Gordon (1868–1940), US-amerikanische Schauspielerin
- Mel Gordon (Melvin I. Gordon; 1947–2018), US-amerikanischer Theaterwissenschaftler
- Melvin Gordon (* 1993), US-amerikanischer Footballspieler
- Melvin J. Gordon († 2015), US-amerikanischer Manager
- Michael Gordon (Filmregisseur) (1909–1993), US-amerikanischer Filmregisseur und Schauspieler
- Michael Gordon (Filmeditor) (1909–2008), britischer Filmeditor
- Michael Gordon (Schauspieler) (* 1948), deutsch-US-amerikanischer Schauspieler
- Michael Gordon (Komponist) (* 1956), US-amerikanischer Komponist
- Michael Gordon (Rugbyspieler) (* 1983), australischer Rugby-League-Spieler
- Michael J. C. Gordon (1948–2017), britischer Informatiker
- Michael R. Gordon (* 1951), US-amerikanischer Journalist
- Michaela Gordon (* 1999), US-amerikanische Tennisspielerin
- Michelle Gordon (* 1964), australische Juristin
- Mick Gordon (* 1985), australischer Komponist und Sound-Designer
- Mike Gordon (Politiker) (1957–2005), US-amerikanischer Politiker
- Mike Gordon (Musiker) (* 1965), US-amerikanischer Musiker
- Mildred Gordon (1912–1979), US-amerikanische Schriftstellerin, siehe The Gordons (Autorenduo)
- Mildred Gordon (Politikerin) (1923–2016), britische Politikerin
- Milton M. Gordon (1918–2019), US-amerikanischer Soziologe
- Molly Gordon (* 1994), US-amerikanische Schauspielerin

#### N
- Nada Gordon (* 1964), US-amerikanische Dichterin
- Nathaniel Gordon (1826–1862), US-amerikanischer Sklavenhändler
- Nathan Green Gordon (1916–2008), US-amerikanischer Politiker
- Nehemia Gordon (* 1972), Rabbiner und Bibelforscher
- Neve Gordon (* 1965), israelischer Rechtswissenschaftler und politischer Autor
- Nick Gordon (Filmproduzent), US-amerikanischer Filmproduzent und Drehbuchautor
- Nick Gordon (Baseballspieler) (* 1995), US-amerikanischer Baseballspieler
- Nico Gordon (* 2002), Fußballspieler für Montserrat
- Nicole Gordon (* 1976), neuseeländische Badmintonspielerin
- Nina Gordon (* 1967), US-amerikanische Rockmusikerin
- Noah Gordon (1926–2021), US-amerikanischer Schriftsteller
- Norman Gordon (1911–2014), südafrikanischer Cricketspieler

#### P
- Paige Gordon (* 1973), kanadische Wasserspringerin
- Pamela Gordon (* 1954), bermudische Politikerin
- Patrick Gordon (1635–1699), schottischer General
- Paul Gordon (Verleger) (1895–1984), deutscher Verleger, Literaturagent und Filmproduzent
- Paul Gordon (Musiker) (1963–2016), US-amerikanischer Musiker
- Paul B. Gordon († 2008), US-amerikanischer Unternehmer
- Peter Gordon (Segler) (1882–1975), kanadischer Segler
- Peter Gordon (Schauspieler), Schauspieler
- Peter Gordon (Politiker) (1921–1991), neuseeländischer Politiker
- Peter Gordon (Fußballspieler, 1932) (1932–1990), englischer Fußballspieler
- Peter Gordon (Radsportler) (1943–2016), britischer Radrennfahrer
- Peter Gordon (Hornist) (* 1945), US-amerikanischer Hornist
- Peter Gordon (Komponist) (* 1951), US-amerikanischer Komponist und Musiker
- Peter Gordon (Fußballspieler, 1963) (* 1963), südafrikanischer Fußballspieler
- Peter Gordon (Historiker) (Peter Eli Gordon; * 1966), US-amerikanischer Historiker
- Phil Gordon (Politiker) (* 1951), US-amerikanischer Politiker (Phoenix)
- Phil Gordon (Pokerspieler) (* 1970), US-amerikanischer Pokerspieler
- Philip H. Gordon (* 1962), US-amerikanischer Politiker und Diplomat

#### R
- Rex Gordon, Pseudonym des britischen Science-Fiction-Autors Stanley Bennett Hough (1917–1998)
- Rhett Gordon (* 1976), kanadischer Eishockeyspieler
- Rich Gordon (* 1948), US-amerikanischer demokratischer Politiker
- Richard Gordon (1929–2017), US-amerikanischer Astronaut
- Richard Gordon (Autor) (Gordon Stanley Ostlere; 1921–2017), britischer Arzt und Schriftsteller
- Richard Gordon (Filmproduzent) (1925–2011), britischer Filmproduzent
- Richard A. Gordon (1947–2009), schottischer Schriftsteller, siehe Stuart Gordon (Schriftsteller)
- Richard Lewis Gordon (1934–2014), US-amerikanischer Wirtschaftswissenschaftler
- Richard Lindsay Gordon (Religionswissenschaftler) (1943–), englischer Religionswissenschaftler

- Rimario Gordon (* 1994), jamaikanischer Fußballspieler
- Rish Gordon (* 1935), britische Glasgraveurin
- Robby Gordon (* 1969), US-amerikanischer Rennfahrer
- Robert Gordon of Straloch (1580–1661), schottischer Kartograph
- Robert Gordon (Diplomat) (1791–1847), britischer Diplomat
- Robert Gordon (Schauspieler, 1895) (1895–1971), US-amerikanischer Schauspieler
- Robert Gordon (Schauspieler, 1913) (1913–1990), US-amerikanischer Schauspieler und Regisseur
- Robert Gordon (Sänger) (1947–2022), US-amerikanischer Sänger und Songwriter
- Robert Gordon (Musikschriftsteller) (* 1961), US-amerikanischer Musikschriftsteller, Regisseur und Produzent
- Robert Gordon (Rugbyspieler) (* 1965), neuseeländisch-japanischer Rugby-Union-Spieler
- Robert Gordon-Canning (1888–1967), britischer politischer Aktivist
- Robert Gordon-Finlayson (1881–1956), britischer General
- Robert B. Gordon (1855–1923), US-amerikanischer Politiker
- Robert Jacob Gordon (1743–1795), niederländischer Entdecker und Naturkundler
- Robert James Gordon, britischer Maler
- Robert P. Gordon (* 1945), britischer Hebraist
- Rodica Radian-Gordon (* 1957), israelische Diplomatin
- Roger Gordon (* 1949), US-amerikanischer Ökonom und Hochschullehrer
- Ronald Gordon (1927–2015), britischer anglikanischer Theologe und Bischof
- Rosco Gordon (1928–2002), US-amerikanischer Blues-Musiker
- Ruth Gordon (1896–1985), US-amerikanische Schauspielerin
- Ryan C. Gordon, US-amerikanischer Programmierer

#### S
- S. T. Gordon (* 1959), US-amerikanischer Cruisergewichtsboxer und Weltmeister des Verbandes WBC
- Samuel Gordon (Politiker) (1802–1873), US-amerikanischer Jurist und Politiker
- Samuel George Gordon (1897–1953), US-amerikanischer Mineraloge und Geologe
- Samuel Y. Gordon (1861–1940), US-amerikanischer Politiker
- Sarah Gordon, Informatikerin
- Scott Gordon (* 1963), US-amerikanischer Eishockeytorwart und -trainer
- Scott Gordon (Fußballspieler) (* 1988), US-amerikanischer Fußballspieler
- Seth Gordon (* 1974), US-amerikanischer Regisseur, Drehbuchautor und Filmproduzent
- Shawna Gordon (* 1990), US-amerikanische Fußballspielerin
- Shea Gordon (* 1998), nordirischer Fußballspieler
- Shep Gordon (* 1945), US-amerikanischer Musikmanager, Künstleragent und Filmproduzent
- Shirley Gordon (1927–2019), kanadische Hochspringerin
- Shmuel Gordon (1909–1998), russischer Schriftsteller des Jiddischen
- Solomon Gordon (* 2005), britischer Schauspieler
- Stephen Gordon (* 1986), englischer Schachspieler
- Steve Gordon, Pseudonym von Ugo Sasso (Schauspieler) (1910–1981), italienischer Schauspieler
- Steve Gordon (Drehbuchautor) (1938–1982), US-amerikanischer Drehbuchautor und Regisseur
- Steve Gordon (Footballspieler) (* 1969), US-amerikanischer Football-Spieler
- Stuart Gordon (1947–2020), US-amerikanischer Theater- und Filmregisseur, -produzent und Drehbuchautor
- Stuart Gordon (Schriftsteller) (Richard Alex Steuart Gordon; 1947–2009), schottischer Schriftsteller
- Susan Gordon (1949–2011), US-amerikanische Schauspielerin

#### T
- Thomas Gordon (Autor) (um 1691–1750), englischer Publizist
- Thomas Gordon (Philosoph) (1714–1797), schottischer Philosoph
- Thomas Gordon (General) (1788–1841), britischer Offizier und Historiker
- Thomas Gordon (Psychologe) (1918–2002), US-amerikanischer Psychologe
- Thomas Dempster Gordon (1811–1894), schottischer Aristokrat und Büchersammler
- Thomas Gisborne Gordon (1851–1935), irischer Rugby-Union-Spieler
- Thomas S. Gordon (1893–1959), US-amerikanischer Politiker
- Tony Gordon († 2012), neuseeländischer Rugbyspieler und -trainer

#### U
- Uri Gordon (* 1976), israelischer anarchistischer Theoretiker und Aktivist

#### V
- Victor Gordon-Lennox (1897–1968), britischer Journalist
- Violet Gordon-Woodhouse (1872–1948), britische Cembalistin und Clavicordistin

#### W
- Walter Gordon (Schauspieler) (1823–1892), englischer Schauspieler
- Walter Gordon (Physiker) (1893–1939), deutscher Physiker
- Walter Gordon (Philologe) (* 1928), US-amerikanischer Philologe
- Walter A. Gordon (1894–1976), US-amerikanischer Jurist und Politiker
- Walter Henry Gordon (1863–1924), US-amerikanischer Offizier
- Walter L. Gordon (1906–1987), kanadischer Politiker
- Waxey Gordon (1888–1952), US-amerikanischer Mobster
- William Gordon of Lochinvar († um 1455), schottischer Adliger
- William Gordon (Aberdeen) († 1577), Bischof von Aberdeen
- William Gordon (Diplomat) (1726–1798), britischer Diplomat und Politiker
- William Gordon (Politiker, 1763) (1763–1802), US-amerikanischer Politiker (New Hampshire)
- William Gordon (Leeds) (1831–1911), Bischof von Leeds
- William Gordon (Politiker, 1862) (1862–1942), US-amerikanischer Politiker (Ohio)
- William Gordon, 1. Baronet (1654–1718), schottischer Adliger und Militär
- William Gordon, 3. Baronet (of Lesmoir) (um 1592–um 1671), schottischer Adliger
- William Gordon, 3. Baronet (of Park) (1712–1751), schottisch-britischer Adliger
- William Gordon, 6. Viscount of Kenmure († 1716), schottisch-britischer Adliger
- William E. Gordon (1918–2010), US-amerikanischer Elektroingenieur, Physiker und Astronom
- William F. Gordon (1787–1858), US-amerikanischer Politiker
- William J. J. Gordon (1919–2003), US-amerikanischer Erfinder und Psychologe
- William Jones Gordon (1918–1994), anglikanischer Bischof von Alaska
- William Thomas Gordon (1884–1950), schottischer Paläontologe
- William Washington Gordon (1796–1842), US-amerikanischer Politiker
- Willy Gordon (1918–2003), schwedischer Bildhauer
- Winston Gordon (* 1976), britischer Judoka
- Wycliffe Gordon (* 1967), US-amerikanischer Jazzmusiker
- Wynter Gordon (* 1985), US-amerikanische Sängerin und Liedtexterin

#### Z
- Zachary Gordon (* 1998), US-amerikanischer Schauspieler
- Zsuzsa Gordon (1929–2015), ungarische Schauspielerin

### Vorname
- Gordon, 1863 entflohener Sklave in den Vereinigten Staaten
- Gordon Banks (1937–2019), englischer Fußballtorwart
- Gordon Brown (* 1951), britischer Politiker
- Gordon Bunshaft (1909–1990), US-amerikanischer Architekt
- Gordon Cleaver (1910–1994), britischer Jagdflieger
- Gordon Cooper (1927–2004), US-amerikanischer Astronaut
- Gordon Cormier (* 2009), kanadischer Schauspieler
- Gordon Cowans (* 1958), englischer Fußballspieler
- Gordon Hayward (* 1990), US-amerikanischer Basketballspieler
- Gordon Howe, bekannt als Gordie Howe (1928–2016), kanadischer Eishockeyspieler
- Gordon Jenkins (1910–1984), US-amerikanischer Musiker
- Gordon Jennings (1896–1953), US-amerikanischer Tricktechniker und Kameramann, Oscargewinner
- Gordon Kämmerer (* 1986), deutscher Schauspieler und Regisseur
- Gordon Fitzgerald Kaye, bekannt als Gorden Kaye (1941–2017), britischer Schauspieler und Komiker
- Gordon Kennedy (Schauspieler, 1958), britischer Schauspieler
- Gordon Kennedy (Schauspieler, 1968), dänischer Schauspieler, Drehbuchautor, Regisseur und Musiker
- Gordon Lee (* 1953), US-amerikanischer Jazzmusiker
- Gordon Lightfoot (1938–2023), kanadischer Folk- und Countrysänger und Songwriter
- Gordon McIntosh (1925–2019), australischer Politiker
- Gordon Moore (1929–2023), US-amerikanischer Unternehmer
- Gordon Murray (1948–2017), kanadischer Tasteninstrument-Spieler und Hochschulprofessor
- Gordon Nance, bekannt als Wild Bill Elliott (1904–1965), US-amerikanischer Schauspieler
- Gordon Neufeld (* 1946), kanadischer Entwicklungspsychologe und Autor
- Gordon Parks (1912–2006), US-amerikanischer Filmschaffender und Musiker
- Gordon Ramsay (* 1966), englischer Fernsehkoch
- Gordon Douglas Roberts, bekannt als Gordie Roberts (* 1957), US-amerikanischer Eishockeyspieler
- Gordon Schildenfeld (* 1985), kroatischer Fußballspieler
- Gordon Sumner, bekannt als Sting (* 1951), britischer Musiker
- Gordon Terry (1931–2006), US-amerikanischer Country-Musiker
- Gordon Tullock (1922–2014), US-amerikanischer Wirtschaftswissenschaftler
- Gordon Vayo (* 1988/89), US-amerikanischer Pokerspieler
- Gordon Whitworth (≈1945–2023), britischer Jazzmusiker

### Fiktive Figuren
- Gordon Freeman (Computerspielfigur), zentrale Figur der Serie Half-Life
- Gordon Shumway, wirklicher Name von Alf aus der Fernsehserie Alf (Fernsehserie)
- Flash Gordon, eine Comicfigur
- Samuel Gordon, Hauptcharakter im Grusel-Adventure Black Mirror